# 内田修
内田 修（うちだ おさむ、1929年10月5日 - 2016年12月11日）は、日本の外科医、ジャズ愛好家。愛知県岡崎市出身。名古屋大学医学部卒業。数多くのジャズミュージシャンを支援したことから親しみをこめて「Dr.U（ドクター・ユー）」「Dr.Jazz（ドクター・ジャズ）」と呼ばれる。その膨大なコレクションは、愛知県岡崎市に寄付された。「ジャズの街岡崎名誉顧問」。

## 略歴
1929年10月5日、愛知県岡崎市に産婦人科医院の二男として生まれる。1945年7月、岡崎空襲により家を失い、一家で額田郡岩津町（現・岡崎市岩津町）に疎開する。1947年3月、愛知県立第二中学校（現・愛知県立岡崎高等学校）卒業。
1950年、名古屋大学医学部に入学。NHKのラジオ番組「スイング・クラブ」を聴き、ジャズに本格的興味を持ち、ロベール・ゴーファン著「JAZZ - FROM CONGO TO METROPOLITAN」や、野川香文著「ジャズ音樂の鑑賞」でジャズを勉強するようになる。1952年、名古屋市・広小路通のレコード店「OK百貨店」の店員と、ジャズ愛好クラブ「ナゴヤ・ホット・クラブ」（のちに「ホット・クラブ・オブ・ジャパン名古屋支部」に改称）を発足（1954年まで継続）。同年、名古屋・栄にあった舞踏会館で第1回レコードコンサートを開催した。また、東京・神田のレコード店「リズム社」店主・村岡貞と知り合い、出世払いでLPレコード12枚組のフォークウェイ「ジャズの歴史第2集ブルース編」を入手した。1953年、東京・有楽町のジャズ喫茶「コンボ」でジャズピアニスト・守安祥太郎と知り合い、クラブ貿易会館にてフォー・サウンズ（守安祥太郎、宮沢昭、上田剛、原田寛治）の演奏を聴く。さらに、名古屋で開催されたルイ・アームストロング・オールスターズ（名古屋市公会堂）及びJATP（名宝劇場）のコンサートを鑑賞する。
1955年、名古屋大学を卒業し、インターンとして市立岡崎病院（現岡崎市民病院）に勤務。1956年に一宮市立市民病院に赴任となったのち、1958年より名古屋大学医学部第二外科教室に勤務。1960年からは静岡県清水市（現静岡市清水区）の桜ケ丘病院に赴任となったが、1961年に実家の内田病院が外科を開設したため、愛知県岡崎市に戻り外科を開業した。その傍ら、1957年に名古屋・栄のジャズ喫茶「コンボ」の久野史郎の紹介でパーカッショニスト・富樫雅彦と出会い、さらに富樫の紹介でサックス奏者渡辺貞夫と出会う。1961年にはアート・ブレイキー&ジャズ・メッセンジャーズの大阪公演を鑑賞。ドラマーのデイブ・ベイリーが日本ツアー終了後、内田宅を訪問した。
1962年、横浜市のジャズ喫茶「ちぐさ」店主の吉田衛に出会い、ギタリスト・高柳昌行とベーシスト・金井英人を紹介される。さらに高柳からピアニスト・菊地雅章を紹介される。1963年、高柳と金井がリーダーの「新世紀音楽研究所」第5回ジャズセミナーが名古屋「トップ・スリー」で開催された際には、ミュージシャンたちが内田宅を訪問。日野皓正、山下洋輔も一緒に訪れた。同年、鈴鹿サーキットで開催された第1回日本グランプリを見てカー・レースに魅了され、週末のスポーツ走行に参加し始める。また、「銀巴里」で開催された「新世紀音楽研究所」第7回ジャズセミナーを、ソニー製ポータブルテープレコーダー「777（スリーセブン）」で録音（1972年に『幻の銀巴里セッション』としてスリー・ブラインド・マイスがレコード化）。また、来日したジョージ・ルイスとニューオリンズ・オールスターズの主治医を務めた。
1964年、自宅にドクターズ・スタジオをつくり、完成披露で猪俣猛とウエストライナーズが演奏。1963年、日本楽器製造（ヤマハ）名古屋店の伊藤公治と出会い、ヤマハ・ジャズクラブを設立、会長となった。1964年に第1回ヤマハ・ジャズクラブを開催（レコードコンサート）。第2回ヤマハ・ジャズクラブを開催（以降、ライブ中心となる）。
ドイツの製薬会社の招待で世界一周旅行（ニューオーリンズのジャズ博物館やバークリー音楽大学在学中の渡辺貞夫を訪問、またニューヨークではバド・パウエル、ジョン・コルトレーンなどのライブを鑑賞のほか、ウェス・モンゴメリー、リー・コニッツ、チャールズ・ミンガスらと交流）
レース好きの医師らと「名古屋レーシングクラブ」を結成
オスカー・ピーターソンが内田宅を訪問、共通の趣味である車とオーディオをネタに親交をあたためる
1965年、鈴鹿サーキット第1回3クラブ対抗レース大会に出場し、ジュニア部門Tクラスで優勝（以降約3年間、毎月1・2回レースに出場）
1966年、ジャズ・メッセンジャーズ来日時、アート・ブレイキーとレジー・ワークマンが内田宅を訪問
セロニアス・モンク・カルテットが名古屋公演後、内田宅を訪問しドクターズ・スタジオで日野皓正、松本英彦、大野雄二、稲葉国光らとセッション
「スイング・ジャーナル・ジャズ・ツアー」に参加し、ニューポート・ジャズ・フェスティバルを鑑賞
1968年、海外旅行中、偶然モントルー・ジャズ・フェスティバルを鑑賞し、ビル・エヴァンスと知り合う
オランダで偶然アン・バートンのレコードを聴く（帰国後レコード会社に紹介し、1970年に日本発売が実現）
ニューポート・ジャズ・フェスティバル初出演の渡辺貞夫を訪問
1969年、ヤマハが経営していたリゾート施設「合歓の郷」（2007年より三井不動産が経営）でジャズフェスティバル「ネム・ジャズイン」を開催
1970年、菊地雅章がヤン・ハマーを伴って内田宅を訪問
1973年、ヤマハ・ジャズクラブ第57回例会にアン・バートンを招き、「アン・バートン・イン・パーソン」を開催
ビル・エヴァンス初来日、名古屋公演終了後に再会
1975年、日野皓正が渡米前に健康診断のため内田病院を訪問
1977年、内田病院に入院していた久野史郎が逝去
1981年、宮沢昭が内田病院で手術を受け、2ヶ月間入院
ヤマハ・ジャズクラブ第98回例会で宮沢昭のジャズ界復帰作『マイ・ピッコロ』のレコーディングが行なわれ、感謝の意を込めた「ドクターＵ」が収録される
1982年、渡辺貞夫が内田病院に入院
1984年、著書「ジャズが若かった頃」が晶文社から出版、東京・六本木の「ピットイン」で記念パーティー開催
1985年、宮沢昭のアルバムをレコーディング中に肺炎の症状を発症した小津昌彦が入院
1985年、ケイコ・リーと出会う
1987年、岡崎市で開催された地方博覧会「葵博-岡崎’87」の期間中、コンサート「ジャズ・ファミリー・イン・オカザキ」を監修
1991年、ヤマハ・ジャズクラブ第129回例会に、闘病中の高柳昌行が出演（同年6月逝去）
1992年、ヤマハ・ジャズクラブ・イン・浜松（第1回）を監修
岐阜長良川国際ジャズフェスティバルを開催（2000年まで継続）

### 外科医を引退
内田病院を閉じて第一線の外科医を引退。

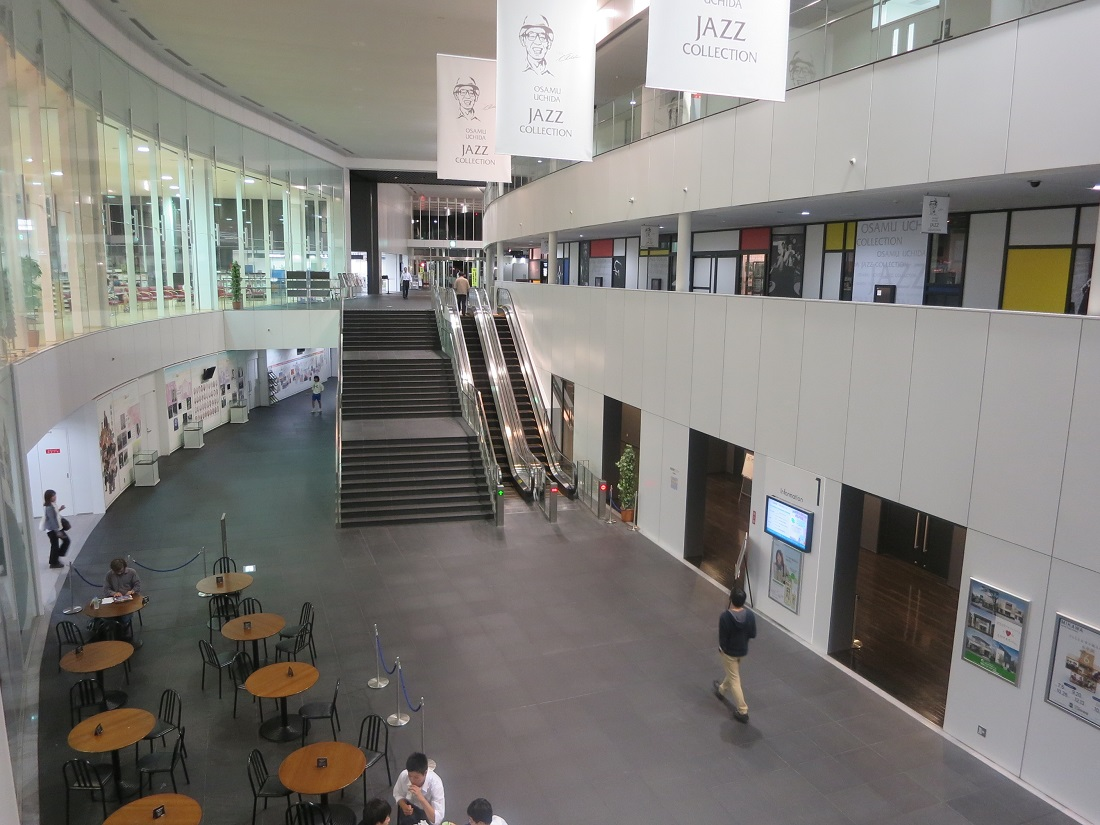
岡崎市図書館交流プラザ内に開設された「内田修ジャズコレクション展示室」（写真の右側）。

1993年、ジャズコレクションを岡崎市に寄贈、宮沢昭、佐藤允彦、日野元彦、井野信義によりドクターズ・スタジオでクローズド・パーティーが行われる
岡崎市青年経営者団体連絡協議会記念事業「ヒルトプップ・ジャズ・フェスティバル・イン・オカザキ」を監修
1996年、岡崎市美術博物館で企画展「ジャズの街角・内田修ジャズコレクション」開催、コレクションが初公開される
1997年、ヤマハ・ジャズクラブが第150回例会をもって終了
1998年、岡崎市美術博物館で企画展「ジャズの街角・パートⅡ」開催
2000年、第9回ハママツ・ジャズ・ウィーク開催をもって、監修を児山紀芳に引き継ぎ、名誉顧問となる
2001年、岡崎市美術博物館で企画展「ジャズの街角・パートⅢ」開催
2002年、岡崎市シビックセンター内に「ジャズコレクション資料室」が開設される（2008年9月まで）
2003年、内田修ジャズコレクションのウェブサイトが開設される
2005年、2005年日本国際博覧会「愛・地球博」期間中の「岡崎の日」で、ジャズコレクション紹介イベントが開催される
2008年、岡崎市図書館交流プラザ内に「内田修ジャズコレクション展示室」が開設される
2012年、岡崎市より「ジャズの街岡崎名誉顧問」を委嘱される
2016年12月11日、肺炎のため死去。87歳没。

## 人物
ミュージシャンではなく、評論家でもコレクターでもないが、日本のジャズを陰で支援し続けてきた、というのが、内田修の活動である。秋吉敏子、宮沢昭、渡辺貞夫、菊地雅章、富樫雅彦、日野皓正、山下洋輔など、親しく交流したジャズミュージシャンは数知れない。購入した膨大な数のレコード、私家録音のテープ、自宅の一部を改修して設置したスタジオとそこに置かれたオーディオや楽器類、いずれもジャズミュージシャンの利用に供された。また病気のミュージシャンがいれば自分の病院で診察して療養させ、お金や住まいに困っていれば自宅に呼んで何日も過ごさせるなど、彼らの心身のケアを買って出た。さらにはミュージシャンに演奏の機会を提供すべく、ヤマハ・ジャズクラブをはじめ数多くの定期コンサートを主宰してきた。また、高柳昌行と金井英人率いる新世紀音楽研究所の『幻の銀巴里セッション』に始まり、宮沢昭の『マイ・ピッコロ』、富樫雅彦と菊地雅章の『コンチェルト』、綾戸智絵（智恵）の『フォー・オール・ウィ・ノウ』、ケイコ・リーの『イマジン』、寺井尚子の『シンキング・オブ・ユー』などのアルバムは、内田による無形の支援があったことが、そのライナーノーツから窺い知ることができる。このように、特に1960年代から1990年代にかけての日本のジャズシーンの動きと内田の活動は、ある程度関連性があると認められ、その検証が待たれる。

## 主な出演

### テレビ
- 「テレメンタリー」「ドクター・ジャズ」（テレビ朝日系列）2003年3月31日[7]

### ラジオ
- 青春最前線 ドキドキラガジン（ラジオ大阪）
- OBCヤングラジオ（ラジオ大阪）